# 凯尔采反犹骚乱
凯尔采反犹骚乱是1946年7月4日在波兰凯尔采爆发的针对犹太人的暴力事件。波兰军人、警官和平民对犹太人社区中心集聚的难民采取了暴力行动；42名犹太人在事件中遇难，超过40人受伤。随后有九名袭击者因与罪行有关而被波兰法院判处死刑。
一些消息来源声称，大屠杀是由苏联支持的共产党安全部队煽动的。煽动出于宣传目的，企图诋毁波兰的反共立场，并维持对该国的极权主义控制。由于案件相关的绝密档案已被摧毁，关于苏联控制的“波兰人”当局与内务人民委员部是否存在秘密协作，仍在进行学术调查。
作为第二次世界大战后波兰最致命的反犹骚乱，这一事件是波兰犹太人战后历史的重要节点。骚乱发生在第二次世界大战和犹太人大屠杀结束仅一年之后，震惊了波兰犹太人、波兰人和国际社会。这一事件被认为催化了犹太人逃离波兰的进程，促使大多数在大屠杀中幸存的波兰犹太人逃亡。

## 背景

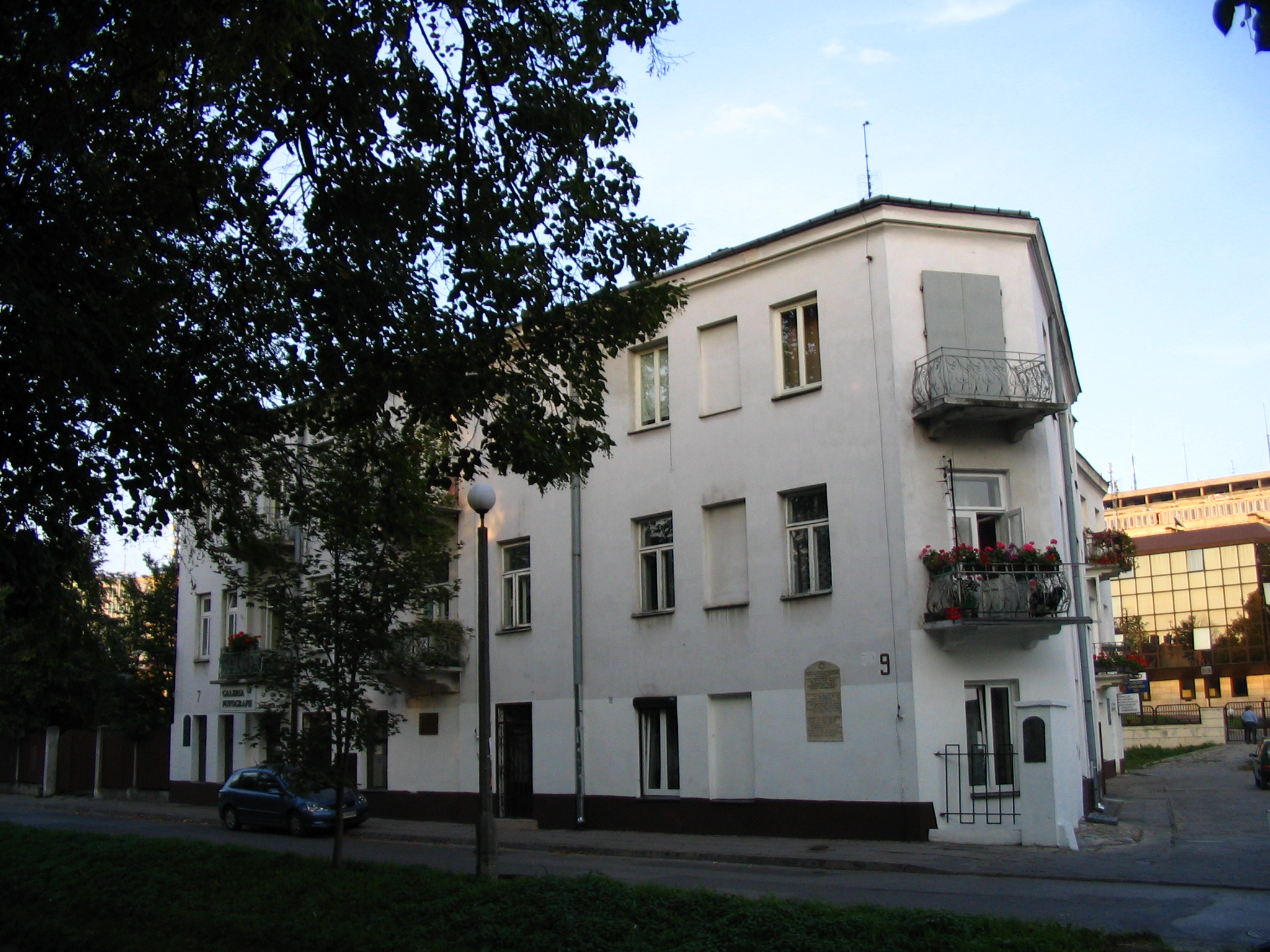
凯尔采普兰蒂街（Ulica Planty）7号

在德国占领波兰期间，凯尔采战前的犹太社区被纳粹彻底清洗。到1946年夏天，大约200名犹太人从纳粹集中营、苏联和其他避难所返回凯尔采居住，其中大多原本就是凯尔采的居民。约有150-160人被安置在普兰蒂街（Ulica Planty）上的一栋“犹太人屋”内。该建筑位于凯尔采镇中心，由凯尔采省犹太委员会管理。
1946年7月1日，波兰男子瓦伦蒂·布瓦什奇克（Walenty Błaszczyk）报告称自己的8岁儿子亨利克·布瓦什奇克（Henryk Błaszczyk）失踪了。据父亲说，孩子在失踪两天后回到了家中，自称被一名不知名男子绑架，可能是犹太人或吉普赛人。两天后，男孩与他的父亲和邻居一同去了当地的民兵站（共产党当局的国有警察部队）。在经过普兰蒂街7号的“犹太人屋”时，亨利克指着附近的一名男子，说应该就是这个人将他关进了房子的地窖。在警察局，亨利克重复了他的故事，声称他遭到了绑架，并指明参与他的失踪案的犹太人和他们的房子。随后，民兵站指挥官埃德蒙·扎戈尔斯基（Edmund Zagórski）派出一支由十几名男子组成的徒步民兵巡逻队，搜查普兰蒂街7号的房屋，寻找亨利克据称被关押的地方。
虽然绑架的声称被迅速撤回，亨里克·布瓦什奇克在公众场合始终对此事保持沉默。直到1998年，亨里克才在接受波兰记者采访时承认，自己从来没有遭到绑架；但他说自己确实与附近村庄的“未知的家庭”住在一起，那家人待他很好。他认为他的失踪是在他父亲的知情下发生的，且得到了共产主义当局公安部门的协调。回到家后，亨里克的父亲明确命令他不要讨论发生的任何事情，并且如果有人问过，只重申“犹太人绑架”的故事。1946年之后他被威胁要对此事保持沉默，他出于恐惧照做了，直到波兰共产党统治结束为止。
民兵宣传了绑架的谣言，并进一步宣布，他们计划搜寻在血祭仪式上被杀害并仍留在屋中的波兰儿童尸体。民兵的宣传导致平民观众聚集民兵部队和波兰公安部官员之间发生了对峙，因为人们怀疑这起事件是犹太人引发骚乱的“挑衅”。
当天上午，该案件引起了其他的地方国家机关和军事机构的注意，其中包括波兰人民军（共产党控制的正规军），内部安全部队（内政部的准军事部队）和波兰陆军信息总局（军事情报和反间谍部门）。上午10点左右，约有100名士兵和5名军官被派往该地点。士兵们不熟悉情况，但很快就听到了街上人们的流言。街上的人们此时已经开始向建筑物投掷石块。

## 事态爆发
民兵和士兵随即强行闯入大楼，发现其中没有任何据称被绑架的儿童。房子的居民有适当的许可证，获准携带自卫武器；此时被命令交出武器并放弃贵重物品。此时有人（不清楚是谁）开枪射击；民兵和内部安全部队开火，在大楼内造成了一定死伤。作为回应，犹太人方面开枪射杀了两三个波兰人，包括一名民兵军官。当地犹太委员会负责人Seweryn Kahane博士在向公安部凯尔采办公室打电话时被陆军信息总局官员打伤，最终不治。一些当地的牧师试图进入大楼，但被民兵官员阻止；民兵军官发誓会控制局势。
在大楼内最初的杀戮之后，许多犹太人被士兵驱赶到室外，然后被挤满周围街道的平民用石头和棍棒袭击。到了中午，波兰工人党的积极分子领导一大批路德维库夫钢厂工人来到现场，估计约有600到1000人。工人的到来开启了骚乱的下一阶段。大约有20名犹太人被带有铁棍和大棒的工人毒打致死。一些工人是ORMO （志愿预备民兵）的成员，其中至少有一人拥有手枪。不管是军方的负责人（包括一名苏联军队顾问）、公安部的负责人、还是当地的民间领袖，当时都没有试图阻止暴行。同样抵达现场的民兵学员部队没有干预，但其中一些成员加入了在建筑物内外持续的抢劫和暴力行为。 
遇害的犹太人中，九人被枪杀、两人被刺刀刺死、其余人被殴打致死或被石头砸死。死者中包括妇女和儿童。暴民还杀害了一名犹太护士埃斯特拉·普罗绍夫斯卡（Estera Proszowska）：袭击者误将其当作试图援助犹太人的波兰女性。两名不居住在普兰蒂街住宅的犹太人也在这一天被分别杀害。民兵Stefan Mazur为首的4人在列奥纳达街（Leonarda）15号绑架了雷吉娜·菲什（Regina Fisz）、她的3周大的孩子、以及一名男性友人。菲什一行被抢劫并被赶出城市。据称，雷吉娜和她的孩子在城外试图逃跑的时候被枪杀，而她的朋友成功逃脱了。死者中有三名非犹太波兰人。两名穿制服的国家军人在枪战交火中丧生，很可能是犹太人自卫时击毙的。第三名男子的死因仍然无法解释。

## 暴行终止
骚乱在大约下午3点结束。在Stanisław Kupsza上校的推进下，新的安全部队已从附近的公安学院赶来；华沙增派的部队也已抵达。在警告射击后，按照Kazimierz Konieczny少校的命令，新的部队迅速恢复秩序，安排警卫，并从住宅及其附近移走所有幸存者和尸体。 
然而暴行并没有立即停止。被送往当地医院的负伤犹太人遭到士兵的殴打和抢劫，还在医院遭到其他病人的袭击。一群平民走近其中一家医院，要求交出受伤的犹太人，但医院工作人员拒绝了。 
经过凯尔采的主要火车站的火车被平民和波兰铁路警卫严格搜查，以找出车上的犹太人；至少两名乘客被杀害。可能有30多人以这种方式遇害：据报道，火车谋杀在骚乱之后又持续了几个月。凯尔采的大规模混乱最终在骚乱开始后约9个小时结束。波兰出生的法国抵抗运动著名摄影记者朱莉娅·皮罗特拍摄了骚乱结束不久的后果。

## 事后

### 嫁祸波兰民族主义者的企图
波兰共产党政府的一个直接反应是试图将骚乱归咎于波兰民族主义者，声称支持波兰流亡政府的反共组织正规成员怂恿暴徒。在犹太受害者的葬礼上，公安部长斯坦尼斯瓦夫·拉德基耶维茨表示，反犹骚乱是“西方波兰政府与安德斯将军的代理在家乡军士兵批准下实施的行为”。这一时期其他的官方早期声明也遵循了这一说法。
对反犹骚乱的进一步调查遭到了共产主义政权的反对，直到团结工会时代才有所改观。1981年12月，《团结工会周报》上刊登了一篇有关反犹骚乱的文章。然而，高压政权的回归意味着直到1989年共产主义垮台之后人们才能获取研究所需的文件，而此时许多目击者已经过世。研究者们随后发现，许多与骚乱有关的文件据称已被烧毁，或已被军事当局故意摧毁。
由于这些原因，关于凯尔采反犹骚乱的起源的争论仍然在继续。一些人声称骚乱时共产党人故意挑衅反对派的行为；一些人声称这是一个自发的反犹太主义事件，后来被政府利用；还有人指责波兰的罗马天主教会在骚乱及其后续事件中的无所作为。一些犹太人在波兰共产党和安全部门担任重要职务，这影响了民众的情绪。文献证据不足严重限制了历史研究。

### 审判
1946年7月9日至11日，12名平民（其中一人显然有精神问题）被公安部官员作为骚乱肇事者逮捕。被告在最高军事法庭的联合公审中受审。根据波兰共产党领导人博莱斯瓦夫·贝鲁特的命令，9人被判死刑，并在第二天被行刑队处决。其余三人的入狱期限从七年至终身不等。根据克日什托夫·库克列夫斯基（Krzysztof Kąkolewski）在《Umarły cmentarz》一书中的说法，秘密警察从围观的人群中抽取了十二个人做肇事者
除了凯尔采省民兵指挥官维克多·库日尼基少校（Wiktor Kuźnicki）因为“未能阻止人群”被判处一年徒刑外，只有一名民兵因为从尸体上偷鞋而受到惩罚。库日尼基在第二年就去世了。Mazur对于杀害菲什一家事件的解释得到了接受；与此同时，法庭认定当地波兰公安部负责人瓦迪斯瓦夫·索布钦斯基上校（Władysław Sobczyński）和他的士兵没有任何不法行为。阿妮塔·普拉兹莫夫斯卡在《冷战史》第二卷中描述了官方对反犹骚乱的反应： 
反犹骚乱的九名参与者被判处死刑；其他三人被判处长期徒刑。民兵、军人和公安部工作人员被分开审判；然后出乎意料地，全都没有因为“未采取行动阻止人群犯罪”而获刑。唯一的例外是公民民兵的指挥官维克多·库日尼基，他被判处一年徒刑。显然，在第一次调查开始和审判期间，当局最有可能出于政治动机做出了决定，不采取规章行动。尽管在审前面谈期间发现了非常令人不安的证据，但法庭仍然做出了这样的审判结果。法庭完全有可能由于证据的政治敏感性而得到指示，从而使公民民兵和公安部免于处罚。军事检察官听到的证据揭示了这两个安全部门内部组织和意识形态的重要缺陷。
比亚韦斯托克的一家人最早向亨利克提议，让他宣称自己被犹太人绑架。这家人的邻居后来受审，结果无罪释放。

### 对波兰犹太人移民的影响
许多犹太人原以为纳粹德国占领结束后他们能够在波兰重新定居，但无情的谋杀结束他们的期望，并促使波兰犹太人大规模外流。弗罗茨瓦夫大学历史学家波热纳·沙伊诺克（Bożena Szaynok）估计，从1945年7月到1946年6月间，大约有5万犹太人非法越过波兰边境。1946年7月，将近两万人决定在国外开始新的生活。出于政治和人道主义原因，国防部部长马里安·斯彼哈尔斯基签署了一项法令，允许犹太人在没有签证或出境许可的情况下正式离开，波兰的犹太移民随之大幅增加。1946年8月，移民人数增加到3万人。1946年9月，1.2万名犹太人离开了波兰。
伯恩哈德（Bernhard）和施莱费尔（Szlajfer）写道，截至1947年春，波兰的犹太人口（大部分来自苏联）由于大规模移民而从24万人减少到9万人。英国要求波兰停止犹太人的外流，但他们的压力基本上没有成功。犹太人逃离波兰（布里哈运动）的动机包括大屠杀后的波兰缺乏犹太人生活，以及反对共产党接管的激烈内战。此外，一些犹太人机构致力于提高波兰移民的生活水平，为他们争取特殊待遇；这些机构强大的波兰犹太人游说团队的努力也是波兰犹太人外迁的动机之一。德福拉·哈克恩（Devorah Hakohen）写道，移民局局长伊扎克·拉斐尔（Yitzhak Raphael）代表波兰难民进行游说，坚持要求他们在以色列享受优惠待遇。 

### 天主教会的反应
凯尔采反犹骚乱前六个月的光明节庆祝活动中，一枚手榴弹被扔进了当地犹太社区的总部。犹太社区委员会与凯尔采主教切斯瓦夫·卡其马雷克（Czesław Kaczmarek）接洽，要求他劝告波兰人民不要攻击犹太人。主教回绝称“只要犹太人专注于他们的私事，波兰对就他们感兴趣；但在犹太人开始干涉波兰政治和公共生活时，他们就已侮辱了波兰人的‘民族感情’”。 
卢布林主教斯特凡·維遜斯基在犹太代表团接触时发表了类似的评论。他表示，对犹太人的广泛敌意是因犹太人支持共产主义引起的，这也是“德国人谋杀犹太民族”的原因。当时的人们普遍认为，犹太人支持苏联在波兰设立的共产党政府，即所谓“犹太共产主义”学说。主教还对部分相信了血祭诽谤的传闻，评论说犹太人是否使用基督徒血液的问题从未得到充分澄清。
波兰天主教会反犹太暴力采取的争议立场遭到美国、英国和意大利驻波兰大使的批评。关于凯尔采反犹骚乱的报道在美国引起了轰动，导致美国驻波兰大使坚持要求奥古斯特·赫隆德红衣主教召开新闻发布会以解释教会的立场。1946年7月11日举行的会议上，赫隆德谴责了暴力行为，但并未将暴行归咎于种族原因，而是归罪于犹太人杀害波兰儿童的谣言。关于波兰与犹太人关系的恶化，赫隆德认为犹太人与苏联支持的共产主义占领者合作，从而“在国家生活中占据波兰的领导地位”。这一立场得到了波兰农村神职人员的响应；据报道称，亚当·斯特凡·萨皮耶哈红衣主教认为犹太人是自作自受。

## 苏联介入的证据
一些消息来源声称，大屠杀是由苏联支持的共产党安全部队出于宣传目的煽动的，企图诋毁波兰的反共立场，并维持共产党对该国的极权主义控制。随着案件相关的绝密档案被摧毁，关于莫斯科共产党控制的“波兰人”当局与内务人民委员部之间是否存在秘密协调，仍在进行学术调查。关于外部煽动是否存在仍有相当大的争议。一些观点提出了骚乱事件是由苏联情报机构秘密教唆的想法，并提出了一些类似的情景。尽管一名内务人民委员部官员确实出现在骚乱中，但波兰共产党下台后的官方调查尚未证实“外部煽动说”，因为骚乱相关的文件记录已被共产党控制的情报人员销毁。2001年至2004年，国家记忆研究院调查骚乱事件后结案，指出（未详细说明）1946年7月4日事件是由于误解造成的。IPN两年后发表的另一份公报仅仅证实了苏联控制的波兰安全警察销毁了相关文件：事件发生四十年后，切斯瓦夫·基什恰克手下的安全警察仍在摧毁剩余的文件记录。
亚历山大·瓦特、塔德乌什·彼得罗夫斯基、扬·施列齐安诺夫斯基（Jan Śledzianowski）和逻辑学家阿贝尔·凯内尔（Abel Kainer）声称骚乱事件是苏联情报部门组织的更广泛行动的一部分（匈牙利发生了一起非常类似的反犹骚乱）。苏联主导的政府机构——如波兰公安局等——被用于准备凯尔采骚乱。波兰共产党和苏联的指挥官都在当地，其中最值得注意的是犹太人专家拿坦·斯皮哈伊（Nathan Spychaj），一位波兰傀儡政权高官的兄弟；以及格鲁乌特别行动高级官员米哈伊尔·迪奥明（Mikhail Diomin）。骚乱发生时凯尔采有许多安全部队在场，却一反常态地没有阻止“暴徒”聚集——当时即使只有五人的集会都会被认为可疑，并且立即受到控制。
1968年波兰政治危机后，前波兰军事反情报官迈克尔·切钦斯基（Michael Checinski）移居美国，随后出版了他的著作。书中声称，凯尔采反犹骚乱事件是苏联情报部在波兰的精心策划的行动；事件计划与控制事态发展由迪奥明主要负责，一些波兰人（包括波兰警察和军官）负责实施屠杀。
1946年7月19日，前首席军事检察官亨利克·霍尔德（Henryk Holder）在给波兰人民军副总司令马里安·斯彼哈尔斯基将军的信中写道：“我们知道，骚乱不仅是守卫凯尔采城内城外人民的警察和军队的过错，但也是参与其中的官方政府的成员的过错。”
一条暗示外部煽动的论据是，1946年波兰人民公投显示，几乎没人支持共产党；共产党人只有操纵投票才能在精心控制的民意调查中赢得多数席位。因此，据称波兰公安部组织了反犹骚乱，从而分散了西方媒体对公投造假的关注。该事件被用作分散注意力的另一个论点是，骚乱发生时纽伦堡审判即将对卡廷大屠杀做出裁决；共产党人试图转移国际关注，反过来将波兰人置于不利的聚光灯下。7月4日骚乱发生时，苏联检察官在纽伦堡诬告称卡廷大屠杀实际是纳粹实施的。
扬·格罗斯在他的著作《恐惧：奥斯威辛之后的波兰反犹太主义》一书中提供了一种不同的，更细微的解释。格罗斯同意该罪行不是由一群暴徒发起的，而是由共产党警察发起的；暴行涉及各行各业的人，仅有该市最高级别的政府官员是例外。然而，格罗斯也写道，大多数波兰人对犹太人大屠杀持冷漠态度；这种冷漠加上犹太人要求归还战争期间被没收的犹太财产，造成了对犹太人的暴力气氛。

## 近期事件

### 纪念碑
纽约艺术家杰克·萨尔（Jack Sal）创作了一座题为《White / Wash II》的纪念碑，以纪念骚乱的遇难者。纪念碑揭幕仪式于2006年7月4日在凯尔采举行，以纪念骚乱60周年。在仪式上，波兰总统莱赫·卡钦斯基发表声明，谴责骚乱事件是“波兰人的罪行和极大的耻辱，以及波兰犹太人的悲剧”。总统声明断言，在今天的民主波兰“没有反犹主义的余地”，并且去除了任何把波兰民族概括为反犹主义的形象，称这种形象为刻板印象。

## 注解
1. 1 2 3  .   [2019-03-14]. （原始内容存档于2016-11-24）.
2. 1 2 3 4  Interview with Krzysztof Kąkolewski, Archive copy at the Wayback Machine Also available with purchase at "To Moskwa zaplanowała ten mord" (The murder was planned in Moscow), Tygodnik Angora – "Przegląd prasy krajowej i światowej"（英语：Tygodnik Angora）, Łódź, 29/2006 (839); section Kultura, p. 56. Copy available at Forum historycy.org, 3 July 2006 （页面存档备份，存于）, and at Gazeta.pl Forum (incomplete) （页面存档备份，存于）, 7 June 2016. （波兰語）
3. 1 2  Tadeusz Piotrowski, Poland's Holocaust. （页面存档备份，存于） McFarland, p. 136; ISBN 0-7864-0371-3.
4. ↑  Engel, David.  (PDF).  (PDF). Jerusalem: Yad Vashem. 1998: 7, 28  [15 June 2010]. （原始内容存档于2019-12-04）.
5. ↑  Williams, Anna, The Kielce Pogrom （页面存档备份，存于）, ucsb.edu; accessed 5 July 2016.
6. 1 2 3 4 5 6 7 8 9  Bożena Szaynok. . Intermarium.   [2019-03-14]. （原始内容存档于2016-03-04）.
7. ↑  
Lawrence, W.H. . New York Times (Page 1). July 6, 1946.
8. ↑  Stempniak, Anna. . polskieradio.pl. Polskie Radio. 2016. （原始内容存档于2017-02-15）.
9. 1 2 3  （波兰語） Pogrom na Plantach （页面存档备份，存于）, Rzeczpospolita（英语：Rzeczpospolita）, 1 July 2006.
10. ↑  . Yad Vashem. （原始内容存档于2020-08-02） （英语）.
11. ↑  Kamiński (2006), 26-78, passim
12. ↑  Kamiński (2006), 29-33
13. ↑  Kamiński (2006), 123
14. ↑  Kamiński (2006), 123-124
15. ↑  Kamiński (2006), 118-120
16. ↑  Anita Prażmowska. . . London, UK: London School of Economics and Political Science. 2002  [2019-03-14]. （原始内容存档于2009-03-07）.
17. ↑  Abraham Duker. Twentieth century blood libels in the United States. In: Alan Dundes. The Blood Libel Legend: A Casebook in Anti-Semitic Folklore. University of Wisconsin Press, 1991.
18. ↑  Marrus, Michael Robert; Aristide R. Zolberg. . Temple University Press. 2002: 336  [2019-03-14]. ISBN 1-56639-955-6. （原始内容存档于2020-03-26）. This gigantic effort, known by the Hebrew code word Brichah(flight), accelerated powerfully after the Kielce pogrom in July 1946
19. ↑  Michael Bernhard, Henryk Szlajfer, From the Polish Underground, page 375 （页面存档备份，存于） Published by Penn State Press, 2004, ISBN 0-271-02565-4, ISBN 978-0-271-02565-0. 500 pages
20. ↑  Kochavi, Arieh J. . The University of North Carolina Press. 2001: xi  [2019-03-14]. ISBN 0-8078-2620-0. （原始内容存档于2020-03-26）.
21. ↑  Devorah Hakohen, Immigrants in turmoil: mass immigration to Israel and its repercussions... （页面存档备份，存于）, Syracuse University Press, 2003, p. 70; ISBN 0-8156-2969-9
22. ↑  Aleksiun, Natalia.  (PDF). Yad Vashem. 2010  [15 February 2018]. （原始内容存档 (PDF)于2005-03-14）.
23. ↑  Eli Lederhendler. . Oxford University Press. 2005: 37. ISBN 0-19-530491-8.
24. ↑  Peter C. Kent. . McGill-Queen's University Press. 2002: 128.
25. ↑  Applebaum, Anne.  1st United States. New York: Doubleday. 2012: 139  [2019-03-14]. ISBN 9780385515696. （原始内容存档于2020-10-01）.
26. ↑  IPN (3 July 2006), PRZEGLĄD MEDIÓW: 4 lipca 1946 roku w Kielcach. Dowody pogromu kieleckiego niszczono jeszcze w latach 80 – pisze we "Wprost" Bożena Szaynok. (The evidence was still being destroyed in the 1980s) „Plama Kiszczaka” Wprost nr 27/2006 r. （页面存档备份，存于）, Institute of National Remembrance, Poland.
27. 1 2  Aleksander Wat. . NYRB. 1977: xxviii. ISBN 1-59017-065-2.
28. ↑  Tadeusz Piotrowski. . . McFarland & Company. 1997: 136  [2019-03-14]. ISBN 0-7864-0371-3. （原始内容存档于2020-09-25）.
29. ↑  （波兰語） Jan Śledzianowski in Pytania nad pogromem kieleckim, p. 213
30. ↑  Stanisław Krajewski. . Michael Bernhard, Henryk Szlajfer  (编). . State College, Pennsylvania: Pennsylvania State University Press. 2004: 380  [2019-03-14]. ISBN 0-271-02565-4. （原始内容存档于2020-08-04）.
31. ↑  Krzysztof Kąkolewski; Joanna Kąkolewska. . Warsaw: Wydawn. von Borowiecky. 2006  [5 July 2016]. ISBN 83-87689-73-4. （原始内容存档于2020-08-04） （波兰语）.
32. ↑  Michael Checinski. Running the Gauntlet of Anti-Semitism. （页面存档备份，存于） Devora Publishing, 2004.
33. ↑  Michael Checinski. Poland, Communism, Nationalism, Anti-semitism （页面存档备份，存于）, google.com; accessed 5 July 2016.
34. ↑  Wokół pogromu, cyt. za: J. Śledzianowski, s. 80
35. ↑  （波兰語） Postanowienie o umorzeniu śledztwa w sprawie pogromu kieleckiego, prowadzonego przez OKŚZpNP w Krakowie, 21 October 2004, Kraków
36. ↑  姚政; 尚巾. . 海口: 海南出版社. 1993-12: 363. ISBN 7-80590-864-8. OCLC 299586209.
37. ↑  Fear, pp. 83-166
38. ↑  Matthew Day, 60 years on, Europe's last pogrom still casts dark shadow （页面存档备份，存于）, The Scotsman, 5 July 2006.